# Пршурићи
Пршурићи (итал. Persurici) је насељено место у саставу општине Вишњан у Истарској жупанији, Хрватска. До територијалне реорганизације у Хрватској налазили су се у саставу старе општине Пореч.

## Становништво
Према последњем попису становништва из 2011. године у насељу Пршурићи живелa су 62 становника.
| година пописа  | 1857 | 1869 | 1880 | 1890 | 1900 | 1910 | 1921 | 1931 | 1948 | 1953 | 1961 | 1971 | 1981 | 1991 | 2001 | 2011 |
| бр. становника | 0    | 0    | 82   | 37   | 137  | 143  | 0    | 0    | 149  | 128  | 87   | 80   | 70   | 48   | 52   | 62   |

Напомена: У пописима 1857. 1869. 1921. и 1931. подаци су садржани у насељу Бачва